# Stenhelia
Stenhelia är ett släkte av kräftdjur som beskrevs av Boeck 1865. Enligt Catalogue of Life ingår Stenhelia i familjen Diosaccidae, men enligt Dyntaxa är tillhörigheten istället familjen Miraciidae.

## Dottertaxa tillStenhelia, i alfabetisk ordning[1][2]
- Stenhelia aemula
- Stenhelia arctica
- Stenhelia arenicola
- Stenhelia asetosa
- Stenhelia bermudensis
- Stenhelia bifida
- Stenhelia bifidia
- Stenhelia bisetosa
- Stenhelia bocqueti
- Stenhelia coineauae
- Stenhelia confluens
- Stenhelia cornuta
- Stenhelia curviseta
- Stenhelia diegensis
- Stenhelia divergens
- Stenhelia elisabethae
- Stenhelia gibba
- Stenhelia giesbrechti
- Stenhelia hanstromi
- Stenhelia incerta
- Stenhelia indica
- Stenhelia inopinata
- Stenhelia latipes
- Stenhelia latisetosa
- Stenhelia longicaudata
- Stenhelia longifurca
- Stenhelia longipilosa
- Stenhelia madrasensis
- Stenhelia magnacaudata
- Stenhelia mastigochaeta
- Stenhelia minuta
- Stenhelia normani
- Stenhelia nuwukensis
- Stenhelia oblonga
- Stenhelia ornamentalia
- Stenhelia palustris
- Stenhelia peniculata
- Stenhelia polluta
- Stenhelia proxima
- Stenhelia reflexa
- Stenhelia tethysensis
- Stenhelia truncatipes
- Stenhelia unisetosa